# 리투아니아인
리투아니아인(lietuviai)들은 리투아니아의 주요 민족 및 그 혈통이며, 발트족에 속한다. 인도유럽어족의 발트어파에 속하는 리투아니아어를 모어로 사용한다.
또다른 뜻으로는 리투아니아의 국민(시민권자)를 말한다. 하지만, 리투아니아에는 러시아인 같은 기타 소수민족도 있으므로, 보통은 리투아니아 민족을 가리키는 표현으로 사용된다.

## 문화
종교적으로는 폴란드의 영향으로 가톨릭교가 대다수이다. 대가족제가 기본적이다.

## 거주 국가
러시아, 우크라이나, 벨라루스, 카자흐스탄, 투르크메니스탄, 우즈베키스탄, 타지키스탄, 키르기스스탄 등 독립국가연합전체와 에스토니아, 라트비아, 리투아니아, 폴란드, 독일, 스칸디나비아, 영국, 미국, 캐나다, 남아메리카, 오스트레일리아, 뉴질랜드에 거주한다.

## 같이 보기
- 리투아니아
- 소리투아니아
- 발트 3국